# HD 39662
HD 39662，又名BD+11 964，SAO 94979、HR 2050，是一颗恒星，视星等为6.59，位于銀經195.88，銀緯-6.96，其B1900.0坐标为赤經5h 48m 57s，赤緯+11° -6.96′ 40″。